# مذكرات نكرة
مذكرات نكرة (بالإنجليزية: The Diary of a Nobody) هي رواية إنجليزية هزلية كتبها الأخَوَان جورج وويدُن غروسميث بشروحٍ حررها الأخير. صدرت هذه الرواية كسلسلة متفرقة عن مجلة اللكمة سنة 1888م-1889م. وخرجت في شكل كتاب للمرة الأولى مع نص مُطوَّل ورُسومٍ توضيحية مُضافة في سنة 1892م. ترصد هذه المذكرات أحداث الحياة اليومية لموظف بلندن يُدعى تشارلز بوتر وزوجته كاري وابنه لوبن وشبكة من الأصدقاء والمعارف خلال 15 شهرًا.
قبل أن يتعاون الأخَوَان ويعكفا على تأليف المذكرات خاض كلٌّ منهما مشوارًا فنيًا موفَّقًا على المسرح؛ حيث قدم جورج تسعةَ أدوارٍ كوميديانية في أوبرا (موسيقى) جِلْبِرْتْ وسوليفان على مدار اثنتي عشرة سنة منذ 1877م إلى 1889م. كما حظى بشهرةٍ محلية كعازف بيانو للمشاهد المسرحية القصيرة (مشهد قصير)، وكتب عددًا كبيرًا من الأغاني والأعمال الهزلية. وقبل أن يشرع جورج في حياته المسرحية كان ويدُن قد عَمِل فنانًا ورسّامًا (رسام). ثم كانت المذكرات التي هي التعاون الأنضج بين الأخَوَيْن. تكتسب الرواية في معظمها حِسًا فُكاهيًا من خلال تشارلز بوتر وحسه اللاشعوري وغير المبرر بجدوى ذاته وكذا من خلال التكرار الذي به ينقشِعُ هذا الوهم بزَلاتُ القول والفعل، ومواقفُ الضَّعَةِ الاجتماعية حتى وإن كانت معدودة. إنَّحقبة تعالت فيها التطلعات في الطبقات تحت المتوسطة سرعان ما يُدرك قراؤها المعاصِرون ذلك الروتين اليومي والطموح المتواضع المُصوَّران في المذكرات. كما أخرجت أجيالًا لاحقة بومضةٍ من الماضي إلى حدِ أصبحت عِنده مثالًا يُحْتَذى وموضة تُتبع.
وعلى أنَّ المذكرات لم تلق احتفاءًا صاخبًا عند أول احتكاكٍ لها بالجمهور حدث أن اعترف النقاد بأنها تُعدُّ عملًا كلاسيكيًا فكاهيًا ولم تزل تتداولها دور الطباعة. كما أسهمت في وضع نوعٍ من الخيال الشعبي الفكاهي المبني على تطلعات الطبقة المتوسطة طبقة اجتماعية ودون المتوسطة، وكانت بدورها الشرارة الأولى التي اجترت بعدها العديد من روايات المذكرات الخيالية في نهايات القرن العشرين الميلادي. فلقد كانت المذكرات موضوعَ المسرح والأعمال المقتبسة بما في ذلك الفيلم الصامت «فيلم صامت» مداواة 1946م لكين راسل وفيلم من أربعة أجزاء من سيناريو (فن) أندرو داڤيز عام 2007م ونسخة مسرحية قوبلت بالثناء العريض في 2011م لعب فيها ثلاثة رجال كل الأدوار.

## التأليف والمنشأ
مذكرات نكرة هي رواية (أدب) من إبداع چورچ غروسميث وأخيه وِيدُن غروسميث وهما ابنان لكاتب محكمة وعامل غيرَ متفرّغ كهزلي مسرحي يُدعى چورچ. وعلى خُطى الأب سار چورچ الصغير في بداية مشواره ككاتب وكذا على خشبة المسرح فيما بعد. ودرس أخوه وِيدُن الذي يَصْغُرُه بسبْع سنوات بمدرسة ويست لندن للفن، كما أحرز نجاحًا بوصفه رسّامًا للبورتريه قبل أن يغدو ممثلاً كوميديانيًا. اُفتُتِنَ الأخوان منذ نعومة أظافرهما بالمسرح. وفي 17-10 1864 استضافَ الأخوان برنامجًا مُركبًا للتسلية الموسيقية والدراماتيكية في حديقة والديهما بمدينة هاڤرستوك هيل. تضمن هذا البرنامج نسخة هزلية من مسرحية هاملت لعِبَ فيهاچورچ الدور الأصغر فيما كان وِيدُن يلعب «أوفيليا».
وقبل عام 1877م كان چورچ غروسميث الصغير قد ضرب بجذوره كعازف نوتة (موسيقى) على آلة البيانو لاسكتشات المسرحيات الهزلية بالمعاهد الإقليمية والأوساط الأدبية. في ذلك العام رآه آرثر سوليڤان وانفرد به ويليام إشونك جلبرت أثناء العروض التي كان يقدمها چورچ لأوبرا «محاولة من جيري» ذات الفصل (دراما) الواحد التي أبدعها سوليڤان وجلبرت. فلما كان أنْ أبهرَ چورچ صاحبي الأوبرا (موسيقى)، طلبا إليه أن يلعب دور البطولة الكوميدية في عملٍ جديد مكتمل الطول وهو «الساحر». من هنا أبدع غروسميث كل دور بطولي كوميدي في أعمال جلبرت وسوليڤان التي دامت لعهدٍ طويل من الأوبرات الكوميدية حتى أوبرا يومن الحرس التي أُغلِقت في عام 1889م. وأثناء ظهوره في تلك الأوبرات، واصل غروسميث مهنة عزف البيانو في الحفلات الخاصة والحفلات النهارية حيث كان يؤلف أعماله بنفسه ويلحنها.
هكذا غدا غروسميث أحذق أهل زمانه بوصفه مسليًا كوميديانيًا بما ألّف مِن أوبريتات عديدة بلغت حوالي مائة مقطوعة (موسيقى) وستمائة أغنية ومقطوعات بيانو قصيرة وثلاثة مؤلفات.
وفي مجلة اللكمة عام 1884م قدّم غروسميث سلسة من المشاهد المسرحية الهزلية القصيرة القائمة على ما تراكم لديه من خبرات حصيلة عمله ككاتب بمحكمة قاضي يوستريت. وفي عام 1889م أنهى غروسميث اتصاله بجلبرت وسوليڤان ليتفرّغ لمهنة عزف البيانو وإبداع المقطوعات الموسيقية. وهكذا واصل عروضه حتى عام 1908م، ووافته المنية عام 1912م.
وحيث أن وِيدُن كان فنانًا، فقد كان يعرض فنه في الأكاديمية الملكية للفنون وصالة جروسڤينور. كما ساهم برسومه في مجلة اللكمة ومجلة الفن. غير أنه لم يكن راضيًا عن وضعه المالي باعتباره فنانًا الأمر الذي دفعه لِسَلْك طريقٍ آخر فراح يطلب التمثيل بديلاً عن الرسم في عام 1885م. وقد واصل مشواره على المسرح محرزًا نجاحًا مُدّوِّيًا حتى عام 1918م. هكذا انبرى وِيدُن يصنع لنفسه اسمًا خلال أدواره التي انحصرت بين جبانٍ أو وغدِ أو مغرور أو حتى رَجُل مهيض الجناح تتقلبه أصابع السلطة على حد وصفه. ألّف مسرحيات عديدة من بينها مسرحية ليلة الحفلة 1901م التي كانت رائعته الأبهى. ثم انشغل بإدارة مسرحيْن من نهاية الغرب منذ عام 1894م. ووافته المنية عام 1919م. ويذهب الباحث الأدبي سكولار مورتون -الذي نشر طبعةً مشروحة من المذكرات عام2009م- في رأيه إلى أنّ كثيرًا من الأحداث المصورة بها مستقاة من عيون حياة الأخويْن ببيت الأسرة، وأنّ وِيدُن «الذي لا يعدو كونه نذلًا ووغدًا مقارنة بأخيه الذي يتوخّى الكمال» كان نفسه نموذجًا لشخصية لوبن.

## الخلاصة
بدأت المذكرات في 3 نيسان/ أبريل لعام مجهول، يفترض أنّه عام 1888، ودامت لمدة 15 شهرًا تقريبًا. وفي مقدمة قصيرة، يُخبر القُرّاءُ أنّ تشارلز بووتر وزوجته كارولين (كاري) قد انتقلوا للتو إلى منزلٍ جديدٍ في "The Laurels"، في بريكفيلد تريس، بهوليوود. والسيد بووتر أحد موظفي مدينة لندن مع السيد بيركويس، ويمكن أن تكون وظيفته تتعلق بالمحاسبة أو شركة خدمات مصرفية خاصة (على الرغم من أنّ أعمالها لا تُذكر صراحةً.) ويعمل ابنهما البالغ من العمر 20 سنة كاتبًا في بنك أولدهام. وصفت المداخل الأولى حياة أسرة بووتر اليومية، وقدمت أصدقائهم المُقرّبين، مثل جارهما غوينغ، والدّراج المتحمس كامينغز، وجاميسيس من ساتون. ومن الوهلة الأولى، حُدد نمطٌ بعينه لسرد مضايقات حياة بووتر اليومية الصغيرة، وكثيرًا ما تكون ناجمة عن لا وعي بووتر بجدوى ذاته وخُيلائه بنفسه. فعلى سبيل المثال: مشكلة مع الموظفين ومكتب التجار الصغار منتظمة الحدوث، جنبًا إلى جنب مع المواقف الاجتماعية المُحرجة أو الإذلالات. وذات مرة، وفي نوبة جنونية إبداعية، غطّى بووتر كل ما في المنزل، بما في ذلك حوض الاستحمام، بدهان ميِنَا أحمر. يذوب الطلاء مخلفًا نقعه فيتصور بووتر أنّه ينزف حتى الموت وكأنه جان بول مارا الثاني قبل أن يكتشف خجلًا مصدر الإشكال.
إن المناسبات الاجتماعية والرسمية النادرة في حياة عائلة بووتر لهي مَجْلَبة للنحس على هذه العائلة؛ حيث تلقت العائلة دعوة من عمدة لندن لحضور حفلٍ راقص بمنزله كممثلين عن التجارة والتجار. وبعد أيامٍ من الترقب المتوقّد راعَهم أن وجدوا عند وصولهم جمعًا من غير ذوي النفوذ أو المرموقين. فإذا بووتر تأبى عليه أَنَفَتُه أن يرد تحية تاجر الحديد بمنطقته وينزعج لها كبرياؤه بل يزداد تعسفًا بعد أن تكشَّفَ له الأمر أن هذا التاجر وطيدَ الصلة من الناحية الاجتماعية بأناسٍ من الضيوف على قدر أكبر من الأهمية. ينخرط بووتر في احتساء الشامبانيا فإذا هو يخزي كاري بأن استحال كَوْمةً في مكان الرقص.
وفي الصيف يستقل ابنهم وافدًا من أولدهام دون أن يُعلمهم بقدومه، ثم إذا هو يطلعهم على أمانيه أن يُنادى باسم والده –ليوبن- من الآن فصاعدا. والأنكى من هذا أنه قد تم فصله من وظيفته بالبنك بفضل تكاسله. وعلى أن هذا الفصل قد راعَ بووتر فقد ارتآها نفسه فرصةً ليعمل ابنه بشركة بيركبس. على كلٍ، لَحِق ليوبن بالزوجيْن في أسبوع الإجازة السنوية بمدينة برودستيررز، غير أن عادات ليوبن المرتجَلة تعزِّز من هذه العلاقة الأسرية الدفيئة. ثم بعد عودتهم يثبت عدم جدوى مجهودات بووتر في صيد وظيفة لأجل لوبن الذي غدا وجوده يشكل نوعًا من الإثقال على بيت العائلة (توضيح). يتعلّق لوبن بأحد هواة فن المسرح ويلتحق برابطة تسمى «كوميديانو هولواي». وبمعاونة السيد بيركب الذي يعمل بووتر لديه هاهو لوبن يضمن وظيفة كتابية لدى شركة مع بعض سماسرة البورصة. ثم يَصدِم أبَوَيْه بإعلان خِطبَته (خطوبة).
خطيبة ليوبن هي ديزي موتلار شقيقة صديق (توضيح) له بالمسرح، وهي على حد ماعبّر «ألطف وأبهى وأبرع مَن صادفنَه مِن نساء العالمين». إلا أنَّ بووتر يصاب باستياءٍ حال رؤيتها معربًا: «إنها فتاة كبيرة السن... تكبُر ليوبن بما لا يقل عن ثمانية أعوام بل لا أكاد أرى فيها شيئًا من جمال». ومع هذا تقيم عائلة بووتر حفل عشاء (توضيح) كبير على شرف الآنسة موتلار يدعو فيها بووتر السيد بيركب إطراءًا له وتقرُّبا إليه. يتحول الحفل إلى جَعْجَعة وضجيج يسببه غناء الآنسة موتلار السادة والمعدم التنغيم وبعض لهوٍ مزعج أثاره رُخص الشامبانيا. ويحضر السيد بيركب في لحظةٍ اختُصَّتْ بالجُشَّة والضجيج ليقررَ الانصراف لتوّه. قَنط بووتر لِمَا رأى من قصورِ الحفل عن إحراز الهدف المرتجى منه، رُغْم أن كاري يراه حفلاً موفقًا للغاية. وبعد هذا كله إذا بـ ليوبن يخبرهم بفشل خطوبته خلال بضعة أيام.
وفي الأسابيع القادمة ينشغل ليوبن بهواة المسرح ويعزم على استقدام فرقة (توضيح) هولواي في أمسياتٍ كثيرة إلى اللوريلز وأن يقدم تشخيصات السيد بيروين فوسيلتون التي يقلد فيها شخصية هنري إيرفينغ لعائلة بووتر والأصدقاء (توضيح).
تلك المناسبات المضنية تزدان بوجود غير مبرر من قبل السيد بادج الغريب تمامًا عن الأسرة الذي يحتل أفضل مقعد كما لو كان حقَه. ينسحب ليوبن من احتفالات الأسرة بعيد الميلاد (كريسماس) ثم يُذهل بووتر بإعلانه عودة خطوبته على ديزي من جديد.
وينقضي عيد الميلاد في جوٍ من الحبور رُغمَ حفل العشاء الذي استحال عِراكًا على الطعام على يد ديزي.
وفي العام الجديد يترقى بووتر إلى كاتب أول ليزيد راتبه مائة جنيهًا إسترلينيًا (جنيه إسترليني) في كل عام، غير أن هذا الإنجاز يَرْجَحُهُ إعلانُ ليوبن حصولَه مائتي جنيهًا إسترلينيًا عن مضاربة سديدة له في الأسهم في توقيتٍ صائب. استمال ليوبن والدَه Gowing and Cummings ليستثمرَ مَبالغًا صغيرة في باراتشيكا كلوريتس التي هي مصدر أرباحه.
ثم تلتقي عائلة بووتر صديقًا جديدًا لليوبن ألا وهو السيد موراي بوش الذي يرى بووتر أنه مُفرِط الود بعض الشيء مع ديزي بل يحذر بووتر ليوبن أن صديقه ينذِرُ بمنافسته على الفوز بخطيبته. ويزدري ليوبن هذا التصور. ثم يكتشف بووتر لاحقًا أنه قد خسر استثماراته هو ورفاقه؛ فشركة ليوبن التي تعمل بسمسرة (مهنة) البورصة قد انهارت عن آخرها وفر مديرها. وعليه، يفقد ليوبن وظيفته، ويزيد الطينَ بِلَّةً إعلانُ خِطبة ديزي من موراي بوش في اليوم نفسه. ويخبر ليوبن والدَه أن عزاءَه الوحيد في هذا الأمر هو أنه استطاع أن يقنع بوش باستثمار ستمائة جنيهًا استرلينيًا في باراتشيكا كلوريتس. ومع ذلك يرى بووتر أن الموقف برمته عَوَّضَه عرض بيركب على ليوبن العملَ بالاستكتاب لدى شركته.
يستهلّ شهرُ أبريل بطامة اجتماعية أخرى؛ فهاهي الأسرة تتلقى دعوةً لحفلٍ راقص من لواء بندقية أكتون الشرقي الأمر الذي جعلهم يظنونها مناسبةً بهيجة لكنها تستحيل مناسبة متدنية ورثّة بل أكثر من هذا حيث يتلقى بووتر فاتورة كبيرة ينوء بدفع المبلغ الذي بها بعدما قام بدعوة أصدقائه من الضيوف بما فيهم السيد بادچ على طعامٍ وشراب ظنَّ خطئًا أنهم بالمجان.
يُسَرّح ليوبن من خدمته بشركة بيركبس كي يقنعوا كبير عملائهم السيد كروبيليون أن ينقل تجارته إلى شركةٍ أخرى. يكاد ينخلع قلب بووتر لهذا غير أن الشركة الجديدة تكافئ ليوبن بعمولة 25 جنيهًا بالإضافة إلى وظية تُدرُّ راتبَ مائتي جنيهًا إسترلينيًا في العام. ثم يتابع ليوبن صداقته بموراي بوش وديزي التي هي «مدام» بوش الآن. تحار عائلة بووتر لوهلةٍ بفعل هذه الشؤون المغالية في التمسك بالروحانية والتي قدمتها لهم مدام جيمس. ينتقل بووتر من «اللوريلز» إلى مسكنٍ في مدينة باي واتر حيث دُعِيَ بووتر وكاري لتناول العشاء. ثَمّ، لا يتوقف الأمر عِند حد مصادفتهم موراي وديزي بل كذا يرون شقيقة موراي التي تُعرف باسم «ليلي جيرل» امرأة في العِقد الثالث من عمرها. ويعرف بووتر أن موراي بوش قد أوقف عشرة آلاف جنيهًا إسترلينيًا لأجل زوجته ديزي وشقيقته ليلي. ثم يثبت في مذكراته ما أطلق هو عليه «الأصل» ظانًا أن «المال لم يكُ مُقَسَّمًا».
وهاهو بووتر يُستدعى للقاء هاردفير هاتل الذي يعرض على شركة بيركبس عميلاً جديدًا يحل محل السيد كروبيليون، لهذا يمتن بيركب كثيرًا لبووتر على هذه المعرفة التي مكّنته من شراء ملكية اللوريلز ويقدم الأعمال لبووتر. وبينما هما يحتفلان إذ يبلغهم خطابٌ من ليوبن معلنًا خِطبته من «ليلي جيرل»، فيه: «من المتعين أن يكون زواجنا في أغسطس المقبل ونأمل أن نرى بين ضيوفنا رفاقكم القدامى جاوينج وكمينجس».

## النشر وسجل التلقي
بدأ أول ظهور للمذكرات في شكل سلسلة متقطعة في مجلة اللكمة الأسبوعية الساخرة. تم إعلان أول عدد منها في العدد 26 الذي صدر في السادس والعشرين من عام 1888م بملحوظة تحريرية موجزة.
يختلف مدخل

## الملاحظات والمراجع

### الكتب
- Bailey، Peter (يوليو 1999). "White Collars, Gray Lives? The Lower Middle Class Revisited". Journal of British Studies. ج. 38 ع. 3: pp. 273–90. DOI:10.1086/386195. JSTOR:176057. {{استشهاد بدورية محكمة}}: |صفحات= يحوي نصًّا زائدًا (مساعدة) (يلزم التسجيل)
- Belloc، Hilaire (1910). On Anything. London: Constable & Co. OCLC:847943346. مؤرشف من الأصل في 2022-01-10.
- Betjeman، John (1962). John Betjeman's Collected Poems. London: John Murray. OCLC:557353495.
- Gilbert، David, and Preston, Rebecca (2003). "Stop being so English: Suburban Modernity and National Identity in the Twentieth Century" in Geographies of British Modernity: Space and Society in the Twentieth Century. Oxford: Blackwells. ISBN:0-631-23500-0.{{استشهاد بكتاب}}:  صيانة الاستشهاد: أسماء متعددة: قائمة المؤلفين (link)
- Flanagan، Kevin M. (ed.) (2009). Ken Russell: Re-Viewing England's Last Mannerist. Lanham, Maryland: Scarecrow Press. ISBN:978-0-8108-6954-7. مؤرشف من الأصل في 2014-07-14. {{استشهاد بكتاب}}: |الأول= باسم عام (مساعدة)
- Hammerton، A. James (يوليو 1999). "Pooterism or Partnership? Marriage and Masculine Identity in the Lower Middle Class, 1870–1920". Journal of British Studies. ج. 38 ع. 3: pp. 291–321. DOI:10.1086/386196. JSTOR:176058. {{استشهاد بدورية محكمة}}: |صفحات= يحوي نصًّا زائدًا (مساعدة) (يلزم التسجيل)
- Hastings، Selina (1994). Evelyn Waugh: A biography. London: Sinclair-Stevenson. ISBN:1-85619-223-7.
- Lewis، D. B. Wyndham (1924). At the Sign of the Blue Moon. London: A. Melrose. OCLC:7518072.
- Miller، John (2002). Judi Dench: With A Crack In Her Voice. London: Orion Books. ISBN:0-7528-4894-1. مؤرشف من الأصل في 2014-07-14.
- Orwell، George. ed. Carey, John (2002). Essays. New York: Alfred A. Knopf. ISBN:978-0-375-41503-6.{{استشهاد بكتاب}}:  صيانة الاستشهاد: أسماء متعددة: قائمة المؤلفين (link)
- Priestley، J. B. (1929). English Humour. London: Longmans, Green. OCLC:459617198. مؤرشف من الأصل في 2012-03-10.
- Waugh، Evelyn (1983). A Little Learning. Harmondsworth, UK: دار بنجوين للنشر. ISBN:0-14-006604-7.
- Waugh، Evelyn (1945). Brideshead Revisited. London: Chapman & Hall. OCLC:751303885. مؤرشف من الأصل في 2021-12-10.
- Waugh، Evelyn, ed. Donal Gallagher (1983). The Essays, Articles and Reviews of Evelyn Waugh. London: Methuen. ISBN:978-0-413-50370-1.{{استشهاد بكتاب}}:  صيانة الاستشهاد: أسماء متعددة: قائمة المؤلفين (link)
- Wilson، A. N. (1989). Eminent Victorians. London: BBC Books. ISBN:0-563-20719-1.
- Wilson، A. N. (2003). The Victorians. London: Arrow Books. ISBN:978-0-09-945186-0.